# Латиші
Латвійці́ (латис. latvieši) — північноєвропейський балтійський народ, корінне населення Латвії. Носії латиської мови, що належить до балтійської групи індоєвропейських мов. Сформувалися у XV—XVII століттях на основі балтських (земгалів, куршів, латгалів, селонів) та угро-фінських (ліви, ести) племен, що заселяли історичну Лівонію. Належать до східно-балтійського расового типу. Традиційно сповідують християнство — лютеранство та католицизм, який особливо поширений на сході Латвії (Латгалії) серед субетнічної групи — латгальців, крім того, католицизм також сповідують суйти в Курземі. Мають тісні історично-культурні зв'язки з сусідніми литовцями (які також є балтами) та естонцями.  
Історично зазнали сильного культурного впливу німців, які християнізували та колонізували латвійські землі в XIII столітті, в ході Лівонського хрестового походу. До початку ХХ століття перебували під іноземним пануванням — німецьким, литовським, шведським, російським. У 1918—1920 роках, внаслідок розпаду Російської імперії та завдяки війні за незалежність, створили власну національну державу — Латвійську Республіку. Під час Другої світової війни (1939—1945) були під радянською (1940—1941) та німецькою (1941—1944) окупацією. За результатами цієї війни опинилися під радянським гнітом (1944—1991). Вели визвольну боротьбу в складі партизанських загонів (Лісові брати) та німецьких військ (Латиський добровольчий легіон). Інкорпоровані як Латвійська РСР до складу СРСР (1940). За радянського панування зазнали москвинізації та національно-культурної асиміляції, проте змогли зберегти мову та культуру. У 1991 році, завдяки розвалу Радянського Союзу, відновили власну незалежність.

## Історія

Предками латишів були балтські племена, що оселилися на території Латвії в 3-2-у тисячолітті до нашої ери. На початку 1-го тисячоліття нашої ери сформувалися близькі щодо культури етнічні утворення:
- на узбережжі Балтійського моря — курші;
- північніше від річки Даугава — латгали;
- у басейні річки Лієлупе — земгали;
- у Південно-Східній Латвії — селони.

В 10-12 століттях на землях латгалів, які до цього часу знаходилися у васальній залежності від Полоцького князівства, виникають перші державні утворення — князівства Талава, Ерсика й Кокнесе. З кінця 12 століття почалася німецька колонізація Латвії, що завершилася включенням її в землі Ливонського ордену й інших німецьких князівств.
На території Латвії поширилося католицтво, з 1-ї половини 16 століття — протестантизм. У 1561 більша частина Латвії стала залежною від Великого князівства Литовського, пізніше — Речі Посполитої. В 1629 році західна частина відійшла до Швеції.
У 18 столітті в результаті Північної війни й розділів Польщі 1772 й 1795 Латвія увійшла до складу Російської імперії.
У середині 19 століття на основі середньолатиського діалекту сформувалася літературна мова. В 1920 році Латвія здобула незалежність, але 1940 року її завоювала СРСР. 1990 року ВР Латвії ухвалила Декларацію про її незалежність.

## Походження самоназви
Слово «latvietis» стало поширеним у 19 столітті, витіснивши термін «latvis» (лат. Lotavis), який використовувався щонайменше з 16 століття, і який пізніше був знову введений з поезії в активний словниковий запас латиської літературної мови, в основному як термін для позначення старолатиської мови. 
Слово «Latvietis» було утворене від «Latvis» шляхом додавання суфікса «-ietis». Походження слова «Latvis» є більш давнім і незрозумілим. Ймовірно, воно походить від давніших форм *latuvis або *latavis, які, в свою чергу, походять від власних назв *Latuva або *Latava (порівняйте з сучасними назвами річок у Литві — Latavа, Latuvа, а також Lãtupis). Корінь «lat-» в «latgalis» також, ймовірно, походить від назви давньої річки *Lata, яка, можливо, походить від прабалтійського кореня «lat-», який, у свою чергу, походить від праіндоєвропейських *lat-, *let-, *lot- («текти»). Слова зі схожим коренем зустрічаються і в інших мовах, наприклад, давньогрецьке λάταξ (látaks - «купа»), давньоірландське laith («рідина, болото»), (< *lati), lathach («мул, багно») (< *latàkā), давньоскандинавське leþja («глина; залишок, слиз») та давньоверхньонімецьке letto («глина»). Від слова «latvis» походить також назва латиського народу в інших мовах, таких як литовське lãtvis, українське латыш, польське lotysz, німецьке Lette, англійське Lett, естонське läti та фінське lätti.

## Культура
Традиційні заняття — землеробство (жито, пшениця, ячмінь, овес, гречка, коноплі, бобові, картопля, у Латгалії — льон) і тваринництво (велика рогата молочна худоба, вівці, свині, коні), на узбережжі — рибальство. Традиційні ремесла — обробка деревини, шкіри, металу, бурштину, ткацтво. У латишів різних областей — Латгалії, Курземе, Відземе, Земгалії й ін. — зберігаються особливості в культурі.

### Житло
Традиційні поселення — однодворки (віенсетас), на сході — села рядового і вуличного планування (ціемс, саджа). Розташування будівель садиби (житловий будинок — істаба, господарські будівлі — кліть, клуня, хлів, лазня) у різних районах по-різному.
Основний тип традиційного житла — зруб на фундаменті з природного каменю. Дахи двосхилі (у Відземе й Курземе — чотирискатні), із соломи, очерету або дранки. Житлові приміщення розташовувалися обабіч сіней (намс) з кухнею. Латгальская істаба, близька до російської й білоруської курної хати, має вигляд двох самостійних зрубів з російською піччю, з'єднаних холодними сіньми (синцес). У 1920-30-х роках поширилися багатокамерні сільські будинки типу котеджів. Наприкінці 1940-х років почалося переселення латишів з хуторів у селища, розташування яких здебільшого збігалося з колишніми волосними центрами.

### Одяг
Традиційний жіночий костюм — довга тунікоподібна сорочка, смугаста або картата спідниця, наплічна накидка (віллайне). Були місцеві особливості в покрої, кольорах й прикрасах одягу. У Видземі сорочки прикрашалися мережкою, накидки — білі, головний убір дівчини — червоний вінок, що розшитий бісером, одруженої жінки — білий вишитий чепець. У Земгалії сорочка прикрашалася білою вишивкою, спідниця — особливим браним («квітковим») візерунком, накидка — багатим тканим візерунком; на голові носили шовкову хустку, що зав'язувалася в дівчини позаду, у одруженої жінкт — під підборіддям; дівчата також носили металеві вінки, одружені жінки — тюлеві чепці. Курземський костюм (зберігався довше від інших, аж до середини ХХ століття) відрізнявся металевими поясами, яскраво-синіми накидками з металевими прикрасами, пряжками-сактами. На голові носили металеві або ткані на твердому каркасі вишиті бісером вінки. Латгальский костюм складався із сорочки із червоним браним або вишитим візерунком, картатої (на півночі — білої) спідниці, білої накидки із синьо-зеленою вишивкою, лляного наплічного покривала (снатене). Головний убір дівчини — червоний вишитий бісером вінок, одружених жінок — білий вишитий чепець. Аугшземський костюм окремими рисами подібний до латгальського, відземського і земгальського: сорочка із прямими поликами (на відміну від інших латиських жіночих сорочок) прикрашалася червоною вишивкою, спідниця — картата або у світлу смужку, головний убір — полотняний (наматс), по святах надягали фартух.
Чоловічий одяг більш одноманітний, складався з каптана (білого, сірого або синього), штанів (одного кольору з каптаном або картатих), сорочки, пояса, шарфа, шапки, рукавичок. Штани заправлялися в шкарпетки з кольоровим одворотом, взуття — чоботи або постоли. По святах обов'язково одягався чорний або сірий капелюх — ратене. І чоловічі й жіночі сорочки сколювалися біля коміра металевою пряжкою. З 2-ї половини 19 століття традиційний костюм почав виходити з ужитку.

### Страви
Традиційна їжа — борошно, крупи, горох, боби. Хліб пекли кислий, в основному з житнього борошна. З товченого конопельного насіння готували так зване молоко, що слугувало приправою до картоплі й каш. Традиційні страви — юшки із круп (путра) і овочів (капусти), каші, галушки з гороху або бобів, у свята — пироги зі шпигом, печиво, м'ясні страви (наприклад, на Різдво й Новий рік — свиняча голова з кислою капустою, на Великдень — яйця й холодець), на Іванів день (Ліго) — «янів сир» із сиру. Традиційні напої — збитень із житнього борошна, ячмінне пиво, березовий і кленовий соки.

### Традиції та фольклор
Родина була патрилінійна. Звичайне господарство переходило до старшого сина, інші спадкоємці одержували свою частку грішми, на які навчалися ремеслу, здобували освіту, ішли на заробітки в міста або в батраки. Було поширено приймакування.
Найрозвиненіші види прикладного мистецтва — художнє ткацтво, вишивка, в'язання, плетиво, різьблення по дереву, виробництво керамічних виробів, обробка металу, бурштину, тиснення по шкірі. Усна народна творчість включає: казки (тейки), перекази, анекдоти, загадки, прислів'я, приказки. Багатий пісенний фольклор — дайни (пісні трудові, сатиричні, побутові, календарні й ін.). Основні музичні інструменти — кокле (тип гуслів), смуйгас (волинка), скрипка, сопілка й ін. Народні пісні є найважливішою частиною репертуару пісенних свят, що регулярно проводяться з 1873.

## Чисельність
- 1920: 1 161 404 особи (в Латвії; 72,76 % населення країни)
- 1925: 1 354 126 осіб (в Латвії; 73,40 % населення країни)
- 1930: 1 394 957 осіб (в Латвії; 73,42 % населення країни)
- 1935: 1 472 612 особи (в Латвії; 75,50 % населення країни)
- 1959: 1 297 881 особи (в Латвії; 62,00 % населення країни)
- 1970: 1 341 805 осіб (в Латвії; 56,76 % населення країни)
- 1979: 1 344 105 осіб (в Латвії; 53,7 % населення країни)
- 1989: 1 387 757 осіб (в Латвії; 52,0 % населення країни)
- 2000: 1 370 703 осіб (в Латвії; 57,7 % населення країни)
- 2011: 1 255 785 осіб (в Латвії; 62,2 % населення країни)
- 2025: 1 175 902 осіб (в Латвії; 62,4 % населення країни)

### Сучасність
Латвія 1 175 902 (2023)

 США 96,070–102,000 (2009)

 Велика Британія 39,000 (2011)

 Канада 27,870 (2006)

 Німеччина 27,752 (2014)

 Бразилія 25,000 (2002)

 Ірландія 20,593 (2011)

 Австралія 20,124 (2011)

 Росія 20,068 (2010)

 Нова Зеландія 20,000 (2004)

 Норвегія 8,077 (2013)

 Україна 5,079 (2001)

 Швеція 4,116 (2009)

  Данія 3,799 (2012)

  Іспанія 3,711 (2011)

  Італія 2,689 (2014)

  Литва 2,300 (2012)

  Естонія 2,171 (2012)

  Франція 1,702 (2007)

 Білорусь 1,549 (2009)

  Нідерланди 1,400 (2002)

  Фінляндія 1,164 (2013)

  Казахстан 1,123 (2009)

  Швейцарія 736 (2006)

  Бельгія 679 (2008)

  Ісландія 654 (2013)

  Туркменістан 500 (2010)

  Венесуела 300

  Молдова 400 (2010)

  Португалія 383 (2010)

  Польща 293 (2011)

  Грузія 200

  Аргентина 200

  Чехія 193 (2011)

  Австрія 152 (2002)

  Узбекистан 140 (2000)

  Чилі 100

  Греція 69 (2006)

  Киргизстан 82 (2009)
 Хорватія 11 (2001)

## Видатні латиші
- Письменник: Райніс (Яніс Пліекшанс, 1865—1929), відомий латиський письменник, діяч культури, політик, автор численних видань віршів, поем, п'єс й ін. Райніс названий «людиною 20 століття Латвії».
- Композитори: Андрейс Юр'янс (1856—1922) і Язепс Вітолс (1863—1948) — основоположники національного стилю в латиській інструментальній музиці. 
Раймонд Паулс — видатний естрадний композитор і громадський діяч.
- Художники: Яніс Розенталс (1866—1916) та Вільгельм Пурвіт (1872—1945) — найвідоміші латиські художники. Яніс Розенталс — основоположник латиського портретного живопису. Багато зробив для розвитку латиського пейзажу Вілгелмс Пурвітіс, завдяки йому цей жанр навіки зайняв своє місце в європейському живописі.
- Учені: Давид Іеронім Ґрінделіс (1776—1836) — перший природознавець Латвії, хімік, фармацевт і лікар.
- Спортсмени: Яніс Лусіс (1939) — єдиний спортсмен Латвії (метання списа), що завоював три олімпійські медалі (золоту, срібну, бронзову). Уляна Семенова (1952) — найвидатніша баскетболістка в історії олімпійських ігор, триразова чемпіонка світу.

## Мережні посилання
- Латиші / І.І. Винниченко // Енциклопедія Сучасної України / Редкол.: І. М. Дзюба, А. І. Жуковський, М. Г. Железняк [та ін.]; НАН України, НТШ. – К.: Інститут енциклопедичних досліджень НАН України, 2016.
- Łotysze // Słownik geograficzny Królestwa Polskiego. — Warszawa : Druk «Wieku», 1884. — Т. V. — S. 741. (пол.)